# Liste der Vizepräsidenten von Indonesien
Dies ist eine Liste der Vizepräsidenten von Indonesien seit der Unabhängigkeit des Landes 1945.
| Vizepräsidenten der Republik Indonesien           | Vizepräsidenten der Republik Indonesien | Vizepräsidenten der Republik Indonesien | Vizepräsidenten der Republik Indonesien | Vizepräsidenten der Republik Indonesien | Vizepräsidenten der Republik Indonesien | Vizepräsidenten der Republik Indonesien |
| #                                                 | Bild                                    | Name                                    | Leben                                   | Amtsantritt                             | Amtsaustritt                            | Partei                                  |
| ------------------------------------------------- | --------------------------------------- | --------------------------------------- | --------------------------------------- | --------------------------------------- | --------------------------------------- | --------------------------------------- |
| 1                                                 | Mohammad Hatta                          | Mohammad Hatta                          | 1902–1980                               | 18. August 1945                         | 1. Dezember 1956                        | Parteilos                               |
| Amt vakant vom 1. Dezember 1956 bis 22. März 1973 |                                         |                                         |                                         |                                         |                                         |                                         |
| 2                                                 | Hamengkubuwono IX.                      | Hamengkubuwono IX.                      | 1912–1988                               | 22. März 1973                           | 23. März 1978                           | Parteilos                               |
| 3                                                 | Adam Malik                              | Adam Malik                              | 1917–1984                               | 23. März 1978                           | 12. März 1983                           | Golkar                                  |
| 4                                                 | Umar Wirahadikusumah                    | Umar Wirahadikusumah                    | 1924–2003                               | 12. März 1983                           | 11. März 1988                           | Golkar                                  |
| 5                                                 | Soedharmono                             | Sudharmono                              | 1927–2006                               | 11. März 1988                           | 17. März 1993                           | Golkar                                  |
| 6                                                 | Try Sutrisno                            | Try Sutrisno                            | * 1935                                  | 17. März 1993                           | 14. März 1998                           | Golkar                                  |
| 7                                                 | Bacharuddin Jusuf Habibie               | Bacharuddin Jusuf Habibie               | 1936–2019                               | 14. März 1998                           | 21. Mai 1998                            | Golkar                                  |
| Amt vakant vom 21. Mai 1998 bis 25. Oktober 1999  |                                         |                                         |                                         |                                         |                                         |                                         |
| 8                                                 | Megawati Sukarnoputri                   | Megawati Sukarnoputri                   | * 1947                                  | 26. Oktober 1999                        | 23. Juli 2001                           | PDI-P                                   |
| 9                                                 | Hamzah Haz                              | Hamzah Haz                              | * 1940                                  | 26. Juli 2001                           | 20. Oktober 2004                        | PPP                                     |
| 10                                                | Muhammad Jusuf Kalla                    | Muhammad Jusuf Kalla                    | * 1942                                  | 20. Oktober 2004                        | 20. Oktober 2009                        | Golkar                                  |
| 11                                                |                                         | Boediono                                | * 1943                                  | 20. Oktober 2009                        | 20. Oktober 2014                        | Parteilos                               |
| 12 (10)                                           |                                         | Muhammad Jusuf Kalla                    | * 1942                                  | 20. Oktober 2014                        | 20. Oktober 2019                        | Golkar                                  |
| 13                                                |                                         | Ma'ruf Amin                             | * 1943                                  | 20. Oktober 2019                        | 20. Oktober 2024                        | Parteilos                               |
| 14                                                |                                         | Gibran Rakabuming Raka                  | * 1987                                  | 20. Oktober 2024                        | amtierend                               | Parteilos                               |

## Parteien Farblegende
| Farbe | Partei                                               |
| ----- | ---------------------------------------------------- |
|       | Parteilos                                            |
|       | Partei funktioneller Gruppen (Golkar)                |
|       | Demokratische Partei des Kampfes Indonesiens (PDI-P) |
|       | Vereinigte Entwicklungspartei (PPP)                  |